# Pueblo ambundu
El pueblo ambundu, también llamado kimbundo es un grupo étnico cuyas mayores comunidades habitan en el noroeste de Angola. También existen comunidades ambundu en el sur de la República Democrática del Congo. Fueron artífices de los reinos subsaharianos de Dembo, Matamba y Ndongo. El reino Ndongo (siglo XVI) estaba gobernado por un jefe o rey al que le llamaban ngola, del que derivó posteriormente el topónimo Angola. La Conferencia de Berlín de 1884 dividió el territorio de los ambundu, dejando la mayor parte de su pueblo al sur del Río Congo bajo tutela colonial del reino de Portugal y al norte primero bajo propiedad personal del rey de Bélgica y posteriormente de una colonia belga.
Se estima su población en 7.996.000 personas que dominan la lengua kimbundo. De ellas, 7.969.000 viven en Angola y 27.000 en la República Democrática del Congo.

## Idioma
Hablan Kimbundu, un idioma que se habla en Angola, principalmente en las provincias de Luanda, Bengo y Malanje. En la actualidad la hablan como primera o segunda lengua casi ocho millones de personas, pertenecientes a la etnia de los ambundu (o mbundu del Norte).

## Historia

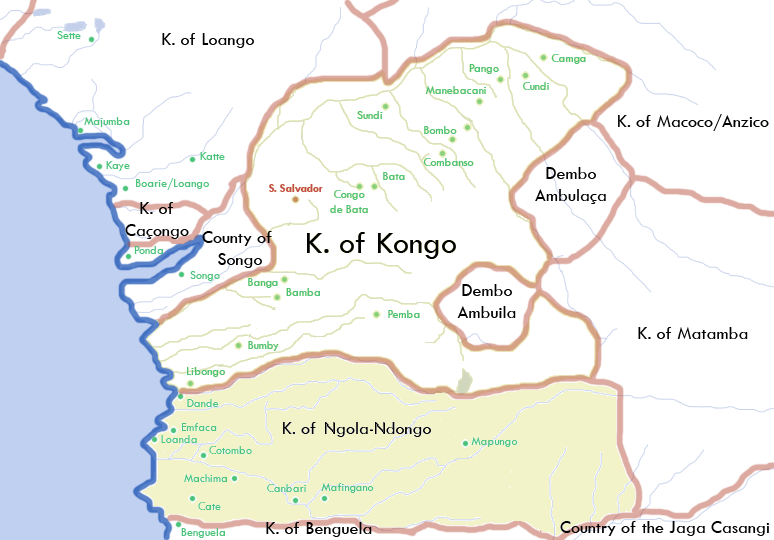
Reino Kdongo

A inicios del siglo XVI el pueblo ambundu estaba sometido al poder del reino del Congo, organización formada entre los siglos XIV o XV. A mediados de siglo formaron los reinos de Dembo, Matamba y Ndongo a través de la asociación de jefaturas. Hacia 1561 el comercio clandestino con la isla de Santo Tomé fortaleció Ndongo y fue minando el poder económico y político del reino Congo. A partir de 1575 las fuerzas del reino de Portugal comenzaron la invasión y conquista del territorio ambundu, atacando Ndongo y fundando emplazamientos comerciales y militares en su territorio. Los más importantes será Luanda. En su guerra de conquista los portugueses contarán con el apoyo del pueblo Mbangala, una etnia guerrera de origen bantú  que habitaban las tierras entre los ríos Kwango y Wamba. A pesar de estar emparentados con los ambundu, llevaban una larga trayectoria viviendo del robo y el saqueo. Hecho que aprovecharon los europeos para contratarlos como mercenarios, fundamentalmente para derrotar el reino mayor del Congo.  También los ambaquistas, pueblo emparentado con los ambundu apoyaron a los europeos en su conquista, generando tensiones entre grupos kimbundo.
En 1626 la reina Nzinga conquistó Matamba y construyó un reino que ejerció una tenaz resistencia a los portugueses al aliarse con el reino ambundu de Ndongo. En 1641 los Nzinga se aliaron con fuerzas holandesas y tomaron Luanda, pero el dominio de la ciudad duró poco.  En 1671 los portugueses derrotaron a los guerreros ambundu y conquistaron del reino Ndongo. En 1680 también cayó Nzinga y todos los territorios de los antiguos reinos ambundu quedaron bajo el poder portugués administrados a través de la colonia de Angola.

## Economía
Son un pueblo agricultor con una antigua tradición en el cultivo de la mandioca. Desde el siglo XIX explotan plantaciones de  de café, algodón, caña de azúcar y maíz. También practican la ganadería.

## Religión
La mayoría de la población profesa la religión cristiana, pero se conservan con vitalidad las tradiciones de la espiritualidad ancestral kimbundu.